# Линівка (Ніжинський район)
Ли́нівка —  село в Україні, в Ніжинському районі Чернігівської області. Входить до складу Комарівської сільської громади. До 2016 орган місцевого самоврядування - Ховмівська сільська рада.

## Історія
12 червня 2020 року, відповідно до розпорядження Кабінету Міністрів України № 730-р «Про визначення адміністративних центрів та затвердження територій територіальних громад Чернігівської області», село увійшло до складу Комарівської сільської громади.
19 липня 2020 року, в результаті адміністративно-територіальної реформи та ліквідації Борзнянського району, увійшло до складу Ніжинського району Чернігівської області.

## Населення

### Мова
Розподіл населення за рідною мовою за даними перепису 2001 року:
| Мова       | Кількість | Відсоток |
| ---------- | --------- | -------- |
| українська | 15        | 93.75%   |
| російська  | 1         | 6.25%    |
| Усього     | 16        | 100%     |